# Allumage à décharge capacitive
 (janvier 2018).
Si vous disposez d'ouvrages ou d'articles de référence ou si vous connaissez des sites web de qualité traitant du thème abordé ici, merci de compléter l'article en donnant les références utiles à sa vérifiabilité et en les liant à la section « Notes et références ».
Pour les articles homonymes, voir Allumage et CDI.
Le système d’allumage à décharge capacitive ou allumage à décharge de condensateur (en anglais, capacitive discharge ignition ou CDI) tire son nom du fait que l’étincelle est produite par la décharge d’un condensateur, au moment voulu, dans l’enroulement primaire de la bobine d'allumage.
Cette description est une des variantes du système d'allumage (CDI) que l'on retrouve sur les véhicules tout-terrain (quad ou autres) ainsi que les motoneiges, jet skis et certaines motocyclettes. L'explication évoque un système alimenté directement par une magnéto, mais il existe aussi des systèmes alimentés par une tension continue régulée de 13 à 14,5 volts.

## Composants

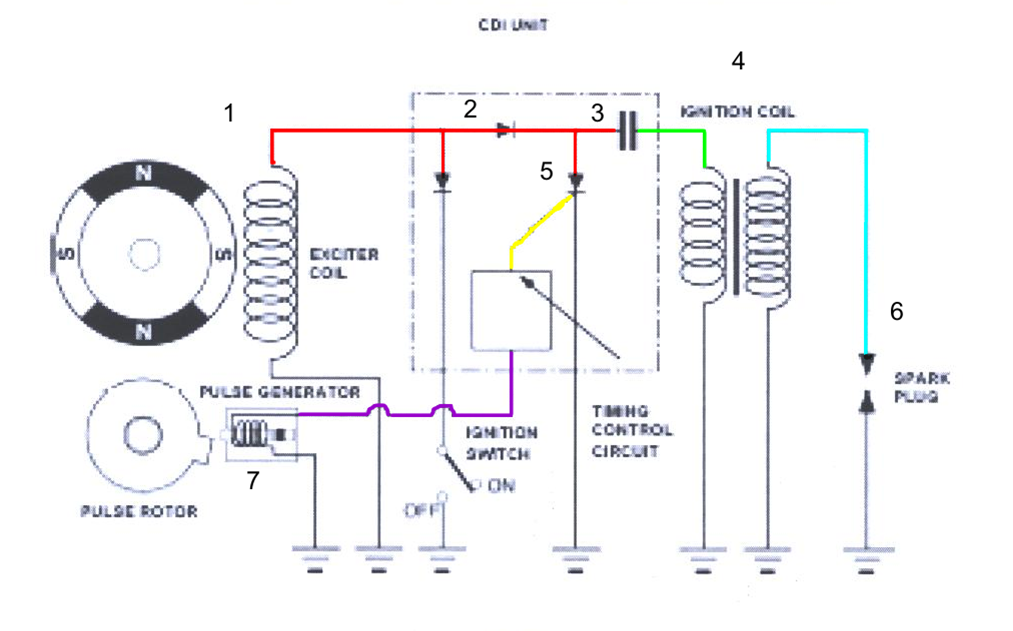
Image 1 : système d'« allumage à décharge capacitive ».

Les différents composants figurant sur le schéma du système d'« allumage à décharge capacitive » sont les suivants :
1. Magnéto (bobine excitatrice)
2. Diode
3. Condensateur
4. Bobine d’allumage
5. Thyristor
6. Bougie d’allumage
7. Capteur de position du vilebrequin

## Fonctionnement

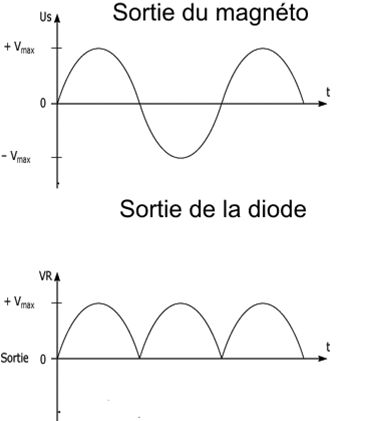
Image 2 : forme du courant avant et après redressement.

La magnéto produit une tension alternative qui est directement acheminée au module d’allumage. À l’intérieur du module se trouve : un condensateur, des diodes et un thyristor qui permettent de charger le condensateur.
La tension alternative générée par la magnéto (1) alimente le module d’allumage, elle passe ensuite dans une diode (2) pour être redressée.
La tension une fois positive, pourra charger le condensateur (3). Selon la tension générée par la bobine excitatrice, il accumulera entre 250 à 500 volts.
Deuxièmement, le capteur générateur d’impulsion aussi appelée bobine de déclenchement (7) génère aussi une tension alternative : 1 à 10 volts AC, selon le véhicule. Il est branché à la gâchette du thyristor. Le thyristor se débloque en recevant cette tension et la transmet au condensateur connecté par ailleurs à la masse, qui se déchargera alors dans l’enroulement primaire. Les véhicules dotés de technologies plus avancées possèdent une programmation de la gestion de l'avance à l'allumage. Celui-ci recevra la ou les données du ou des capteurs et pourra commander la gâchette du thyristor. (Voir figure 1)
La tension de l’enroulement primaire d'environ 400 volts (selon le véhicule) est élevée à environ 40 000 volts dans l’enroulement secondaire, car la bobine d’allumage est un transformateur élévateur de tension dont le ratio est généralement de 1 pour 100 tours de fil. La haute tension franchit l’écartement de la bougie et enflamme le mélange air essence comprimé.
L'ensemble est une variante de l'alimentation à découpage de type SEPIC dans laquelle l'inductance de sortie L2 est remplacée par deux circuits magnétiquement couplés de rapport 100.

## Avantages et inconvénients
Avantages du CDI
- A - Permet de ne pas augmenter la consommation électrique à bas régime.
- B - Accroît notablement l'énergie transmise à la bougie.
- C - Allonge la durée de l'étincelle.
- D - Permet d'obtenir une combustion plus complète.
- E - Elimine les contraintes d'entretien périodique liées à l'usure des pièces mécaniques de l'allumage à rupteurs
- F - Est pratiquement indéréglable

Inconvénients
- A - Présente une plus grande complexité en raison de la présence d'un convertisseur capable de charger le condensateur à une tension de 300 à 400 volts.
- B - Présente un risque d’électrocution.
- C -Boîtier électronique coûteux à remplacer en cas de panne et sur lequel aucune intervention n'est possible